# Yawal
Yawal es una ciudad y  municipio situada en el distrito de Jalgaon en el estado de Maharashtra (India). Su población es de 36706 habitantes (2011). Se encuentra a orillas del río Surat.

## Demografía
Según el censo de 2011 la población de Yawal era de 36706 habitantes, de los cuales 18965 eran hombres y 17741 eran mujeres. Yawal tiene una tasa media de alfabetización del 79,17%, inferior a la media estatal del 82,34%: la alfabetización masculina es del 84,02%, y la alfabetización femenina del 74,01%.